# René Sommer (Ingenieur)

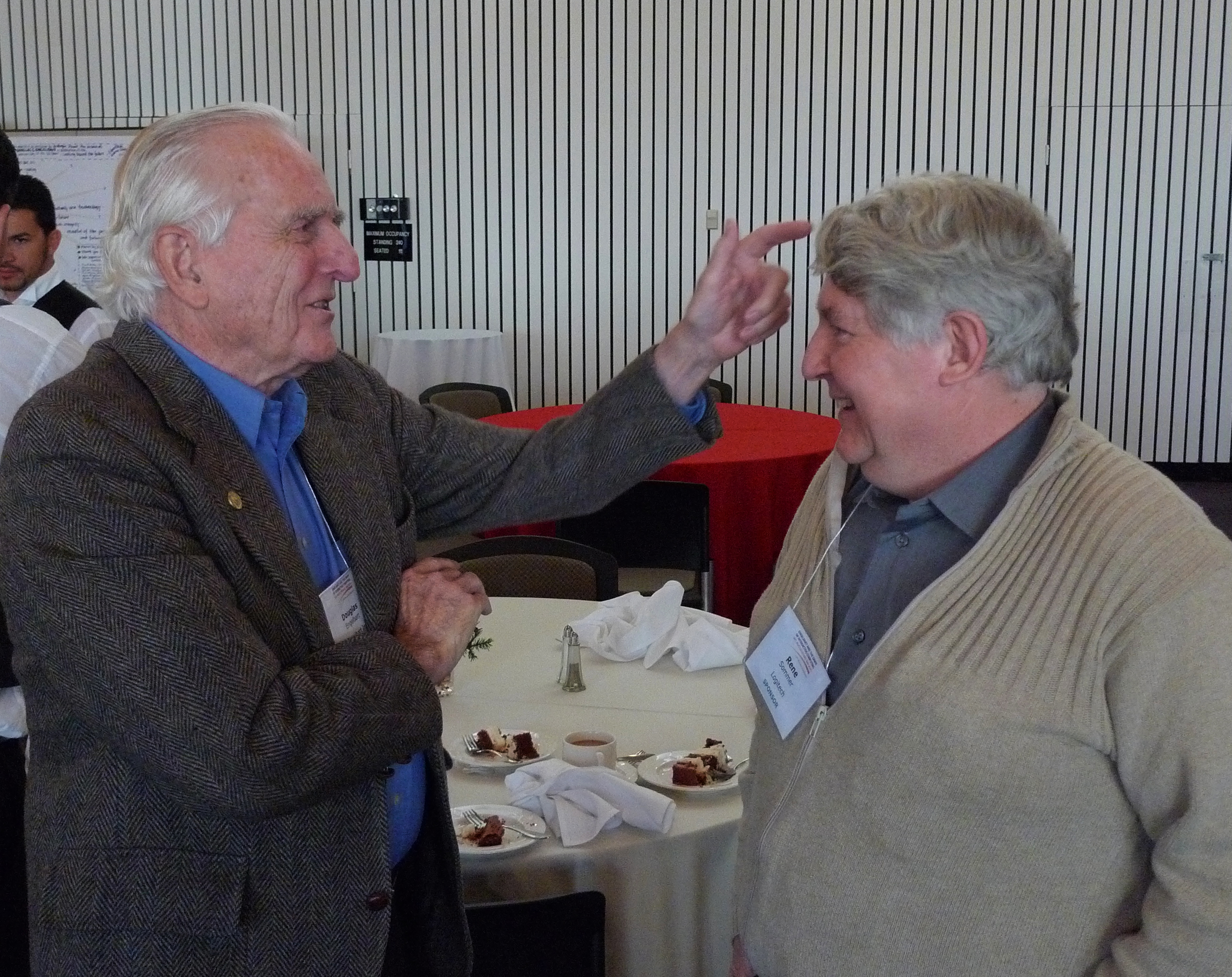
Douglas C. Engelbart und René Sommer (rechts)

René Sommer (* 1951; † 5. Oktober 2009 in Blonay) war ein Schweizer Elektronikingenieur. Er war massgebend an der Entwicklung der Logitech-Mäuse beteiligt.

## Leben und Werk
Als Gymnasiast gewann er 1968 bei Schweizer Jugend forscht mit einer Spielmaschine einen Preis für ein elektronisches Nim-Spiel. Er studierte an der École polytechnique fédérale de Lausanne (EPFL), wo er als Assistent von Jean-Daniel Nicoud im Laboratoire de Microinformatique (LAMI) arbeitete.
Ab 1982 arbeitete er mit Logitech zusammen. Er war der erste Ingenieur der Firma und wurde bald Consulting Director. Er entwickelte die erste Maus mit integriertem Mikroprozessor; zuvor wurden die unverarbeiteten elektrischen Signale direkt an den Computer weitergeleitet. Er hat auch massgebend an weiteren Entwicklungen mitgearbeitet, wie der kabellosen Maus, der optomechanischen Maus und kabellosen Geräteverbindungen.